# 프리 윌리 3
《프리 윌리 3》(Free Willy 3: The Rescue)는 미국에서 제작된 샘 필스버리 감독의 1997년 가족, 모험, 드라마 영화이다. 제이슨 제임스 릭터 등이 주연으로 출연하였고 제니 류 터전드가 제작에 참여하였다.

## 줄거리
윌리의 가장 친한 친구 제시는 북서태평양 연안의 바다에서 그의 오랜 친구인 랜돌프와 함께 범고래들을 관찰하며 지내고 있다. 그러던 중 제시는 3톤의 거대한 친구 윌리와 재회하고, 고래에 대한 그의 관심과 애정을 함께 나누게 되는 10살 소년 맥스와 친구가 된다. 그러나 불법 고래 사냥꾼인 맥스의 아버지는 윌리와 그의 가족 전체를 위험에 빠뜨린다. 범고래들의 안전을 지키기 위해 제시와 맥스는 우정과 용기 그리고 사랑의 힘을 발휘하여 스릴 만점의 구출 작전을 펼친다.

## 출연

### 주연
- 제이슨 제임스 릭터

### 조연
- 오거스트 쉘렌버그
- 애니 콜리(Annie Corley)
- 빈센트 베리(Vincent Berry)
- 패트릭 킬패트릭